# Conidio

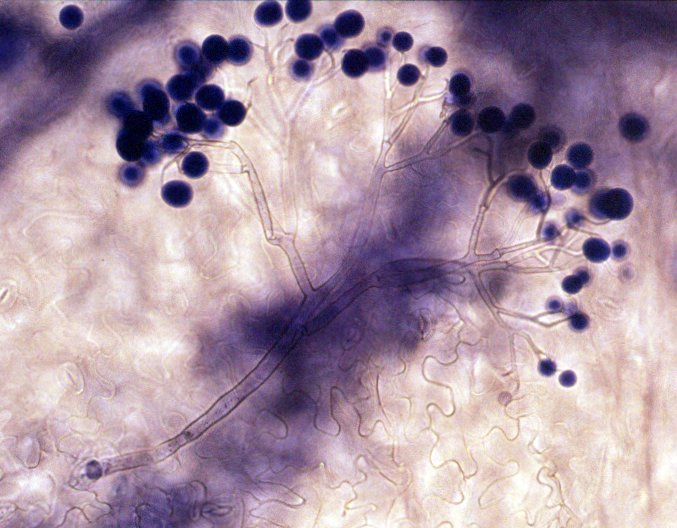
Conidios en el extremo de un conidióforo de Hyaloperonospora parasitica.

Un conidio es una espora asexual inmóvil formada directamente a partir de una hifa o célula conidiógena o esporógena.
Aparecen en hongos: zigomicetos, ascomicetos y algunos basidiomicetos. El término Deuteromycetes está en desuso pues la tendencia actual es referirse a estos hongos mediante los grupos principales mencionados a los que pertenecen. Aunque muchas especies de hongos han perdido la capacidad de producir estructuras sexuales y se reproducen solo asexualmente, es posible ubicarlos en alguno de los grandes grupos de hongos mencionados anteriormente, mediante análisis morfológico o molecular. El término 'conidio' se utiliza también como sinónimo de exospora, esporas de las bacterias fungoides del grupo de las actinobacterias, como las del género Streptomyces.
Los conidios son esporas asexuales que a menudo están pigmentadas y son resistentes a la desecación. Los conidios sirven para dispersar al hongo hacia nuevos hábitats. Cuando estos se forman el color blanco del micelio cambia y toma el color de los conidios que puede ser negro, verde azulado, rojo, amarillo o marrón.